# País de Gales
O País de Gales, ou simplesmente Gales ([ˈweɪlz]; em galês:  Cymru [ˈkəmri] (escutarⓘ)), é um país constituinte do Reino Unido. Faz fronteira com a Inglaterra a leste, com o Mar da Irlanda ao norte e a oeste, com o Mar Celta a sudoeste e com o Canal de Bristol ao sul. Em 2021, tinha uma população de 3.107.500 pessoas e uma área de 20.779 km². O País de Gales tem mais de 2.700 km de linha costeira e é em grande parte montanhoso, com seus picos mais altos nas áreas norte e central, onde se encontra o Monte Snowdon (Yr Wyddfa), o ponto mais alto do território galês. O país tem um clima temperado e um clima oceânico variável. A capital e maior cidade é Cardiff.
Os galeses têm origem nos bretões celtas depois da retirada romana da Grã-Bretanha no século V, e o País de Gales foi formado como um reino sob o reinado de Gruffydd ap Llywelyn em 1055. O País de Gales é visto como uma das nações celtas modernas. A morte de Llywelyn ap Gruffudd em 1282 marcou o final da conquista de Gales por Eduardo I de Inglaterra, depois de mais de 200 anos de guerra, apesar de Owain Glyndŵr ter liderado a Revolta Galesa e restaurado a independência, por pouco tempo, no início do século XV, incluindo o estabelecimento de um parlamento nacional próprio (em galês: senedd).
O País de Gales foi anexado pela Inglaterra e incorporado ao sistema legal inglês a partir das Leis de Gales de 1535 e 1542. Durante o século XIX, desenvolveram-se várias facções políticas. O liberalismo galês, tendo como exemplo no início do século XX Lloyd George, foi substituído pelo crescimento do socialismo e do Partido Trabalhista. O sentimento nacionalista galês aumentou consideravelmente ao longo do século passado. O Partido Nacionalista Galês foi criado em 1925 e a Academia da Língua Galesa em 1962. Estabelecida pela Lei do Governo do País de Gales de 1998, a Assembleia Nacional do País de Gales tem responsabilidade por um conjunto diverso de questões políticas.
No despertar da Revolução Industrial, o desenvolvimento das indústrias mineira e metalúrgica transformaram o país, passando este de uma sociedade agrícola para uma nação industrial; as explorações da região South Wales Coalfield causaram uma rápida expansão da população do País de Gales. Dois terços da população vivia em Gales do Sul, principalmente em, e à volta de, Cardiff (a capital), Swansea e Newport, e na região dos Vales. A região leste do norte do País de Gales tem cerca de um sexto da população total, com Wrexham sendo a maior cidade do norte. As partes restantes do País de Gales são escassamente povoadas. Agora que as tradicionais indústrias pesadas acabaram ou estão em declínio, a economia do país depende do setor público, do setor dos serviços e do turismo. A agricultura no País de Gales é em grande parte baseada na pecuária, tornando o pais um exportador de produtos animais, contribuindo para a autossuficiência agrícola nacional.
Apesar de o País de Gales partilhar a sua história política e social com o resto do Reino Unido, e de que maioria da sua população fala o inglês como primeira língua, o país mantém uma identidade cultural distinta e é oficialmente bilíngue. Mais de 538.300 falantes de galês vivem em Gales, e a língua é falada por uma maioria da população em partes do Norte e do Oeste. A partir de finais do século XIX em diante, o País de Gales ganhou uma imagem popular de "terra da canção", em parte devido à tradição eisteddfod. Em muitos eventos desportivos internacionais, como a Campeonato do Mundo de Futebol, a Campeonato do Mundo de Rugby Union e os Jogos da Commonwealth, o País de de Gales participa com as suas próprias equipes, embora nos Jogos Olímpicos, os atletas galeses competirem integrados na equipa britânica. O rugby é visto como um símbolo da identidade galesa e uma expressão da consciência nacional.

## Etimologia
As palavras inglesas "Wales" e "Welsh" derivam da mesma raiz do inglês antigo (singular Wealh, plural Wēalas), um descendente do protogermânico "Walhaz", que foi derivado do nome para gauleses pelos romanos, conhecidos como Volcas. Este termo foi mais tarde usado para se referir indiscriminadamente aos habitantes do Império Romano do Ocidente. Os anglo-saxões passaram a usar o termo para se referir aos bretões em particular; a forma plural Wēalas evoluiu para o nome de seu território, Wales. Historicamente na Grã-Bretanha, as palavras não eram restritas ao País de Gales moderno ou ao galês, mas eram usadas para se referir a qualquer coisa que os anglo-saxões associassem aos britânicos, incluindo outros territórios não-germânicos na Grã-Bretanha (como, por exemplo, a Cornualha) e lugares no território anglo-saxão associados aos britânicos (como, por exemplo, Walworth, no Condado de Durham e Walton, em West Yorkshire).
O nome moderno para galês é Cymry, e Cymru é o nome galês para o País de Gales. Essas palavras (ambas pronunciadas [ˈkəm.rɨ]) são descendentes da palavra britônica combrogi, que significa "compatriotas", e que provavelmente entraram em uso antes do século VII. Na literatura, eles poderiam ser escritos Kymry ou Cymry, independentemente de se referir ao povo ou à sua terra natal. As formas latinizadas destes nomes, Cambriano, Cambrico e Cambria, sobrevivem como denominações, como as Montanhas Cambrianas e o período geológico Cambriano.

## História

### Origens pré-históricas
O País de Gales tem sido habitado por humanos modernos há pelo menos 29.000 anos. A habitação humana contínua data do final da última era glacial, entre 12.000 e 10.000 anos antes do presente (AP), quando os caçadores-coletores mesolíticos da Europa Central começaram a migrar para a Grã-Bretanha. Naquela época, o nível do mar era muito mais baixo do que hoje. O País de Gales estava livre de geleiras por volta de 10.250 AP., e o clima mais quente permitiu que a área se tornasse extensamente arborizada. O aumento pós-glacial do nível do mar separou o País de Gales e a Irlanda, formando o Mar da Irlanda. Por volta de 8.000 AP, a Península Britânica havia se tornado uma ilha. No início do Neolítico (cerca de 6.000 AP), os níveis do mar no Canal de Bristol ainda eram cerca de 10 metros (33 pés) mais baixos do que hoje. O historiador John Davies teorizou que a história da submersão de Cantre'r Gwaelod e os contos contidos no livro Mabinogion, das águas entre o País de Gales e a Irlanda sendo mais estreitas e rasas, podem ser memórias folclóricas distantes desta época.
Os colonos neolíticos se integraram aos povos indígenas, mudando gradualmente seus estilos de vida de uma vida nômade de caça e coleta, para se tornarem agricultores estabelecidos por volta de 6.000 BP - (durante a chamada Revolução Neolítica). Eles desmataram as florestas para estabelecer pastagens e cultivar a terra, desenvolveram novas tecnologias, como cerâmica e produção têxtil, e construíram cromeleques como Pentre Ifan, Bryn Celli Ddu e Parc Cwm long cairn, entre cerca de 5.800 AP e 5.500 AP. Ao longo dos séculos seguintes, eles receberam imigrantes e adotaram ideias e a cultura da Idade do Bronze e da Idade do Ferro Celta. Alguns historiadores, como John T. Koch, consideram o País de Gales no final da Idade do Bronze como parte de uma cultura de rede de comércio marítimo que incluía outras nações celtas. Esta visão "celta-atlântica" é contestada por outros que sustentam que as línguas celtas derivam suas origens da Cultura Hallstatt, mais oriental. Na época da invasão romana da Grã-Bretanha, a área do moderno País de Gales havia sido dividida entre as tribos dos Deceangli (nordeste), Ordovicos (noroeste), Demetae (sudoeste), Siluros (sudeste) e Cornóvios (leste).

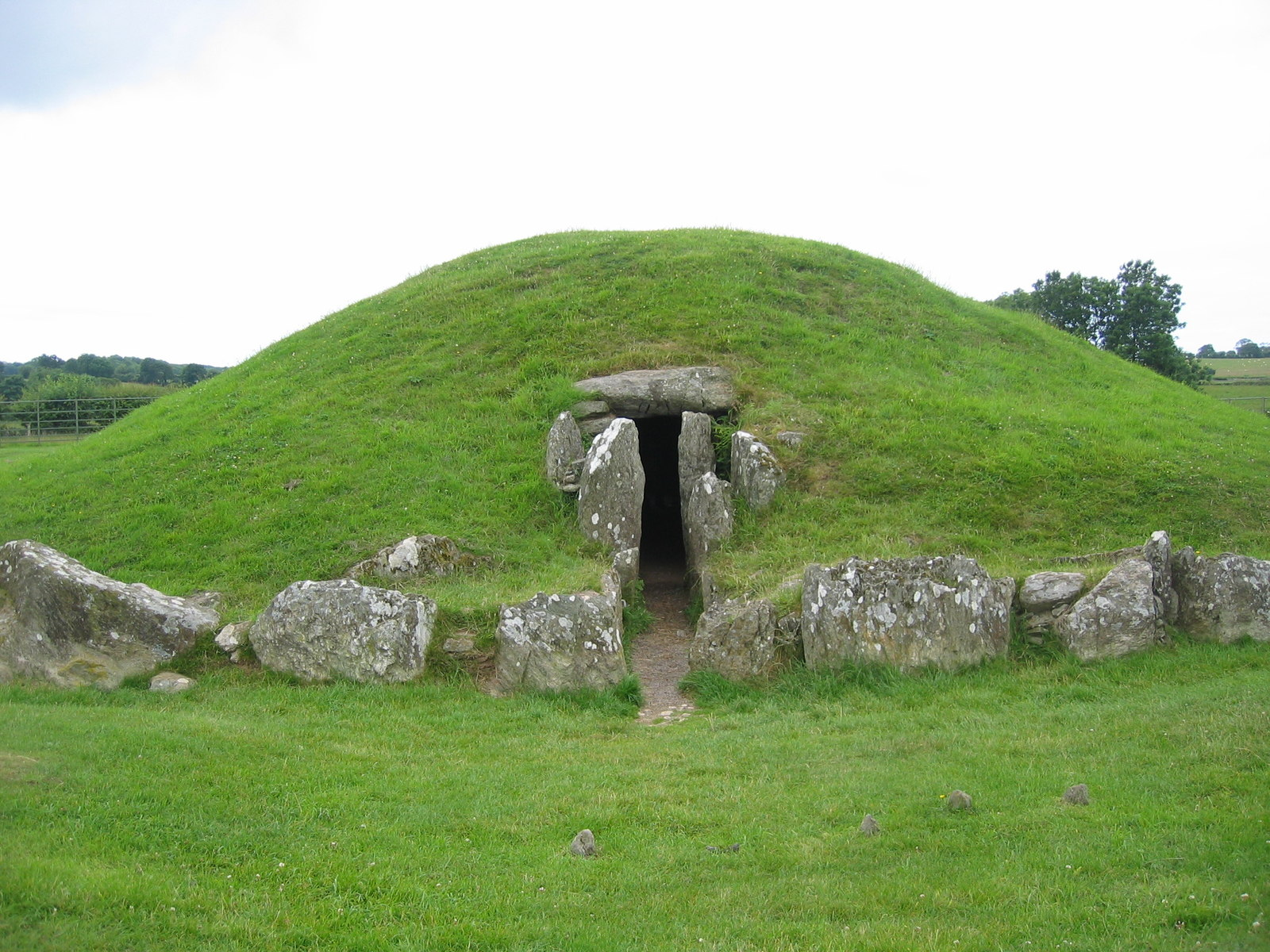
Um túmulo com câmara do Neolítico tardio em Anglesey
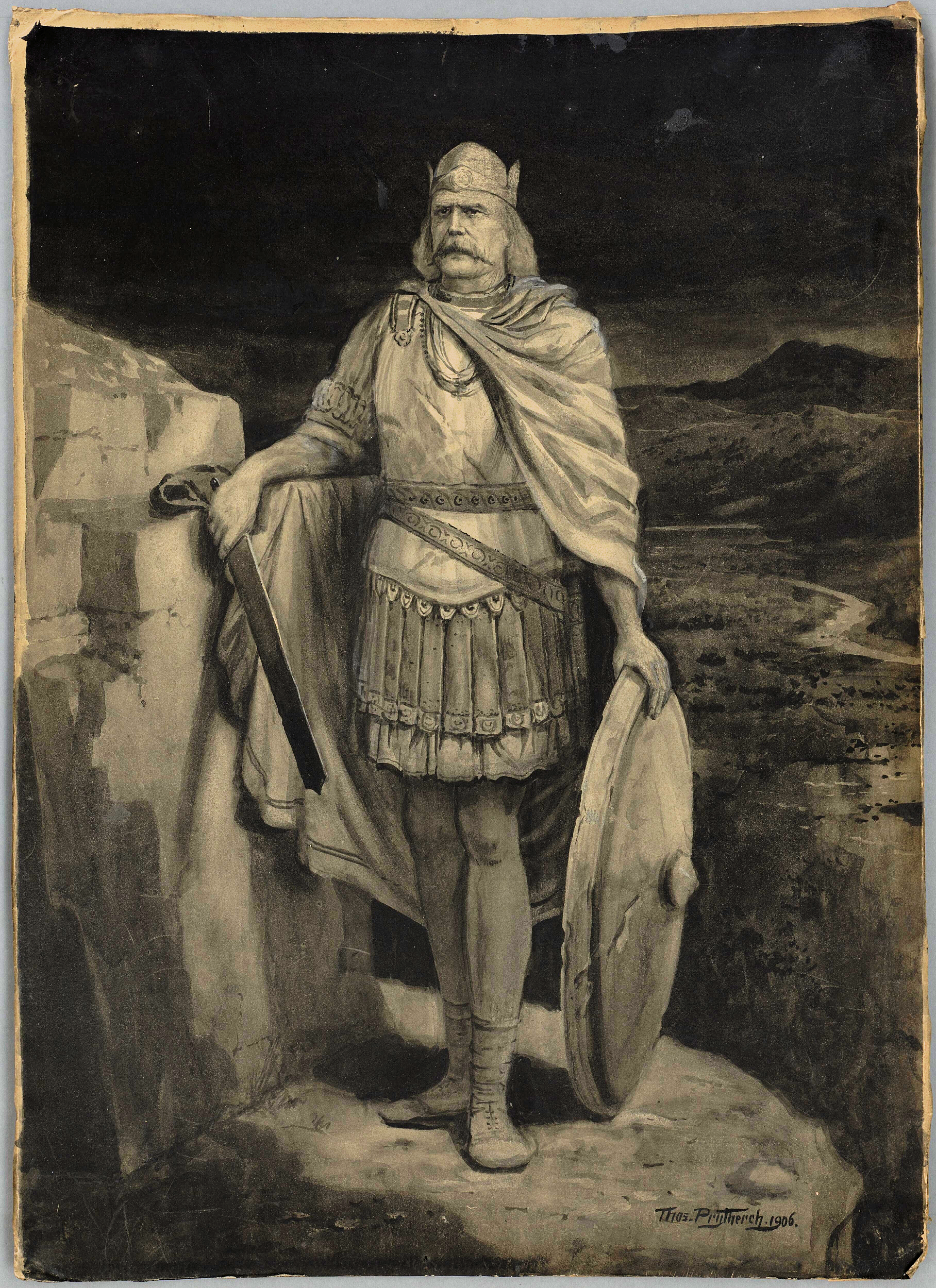
Carataco, por Thomas Prydderch. Carataco era líder da tribo celta do norte, os Ordovicos.
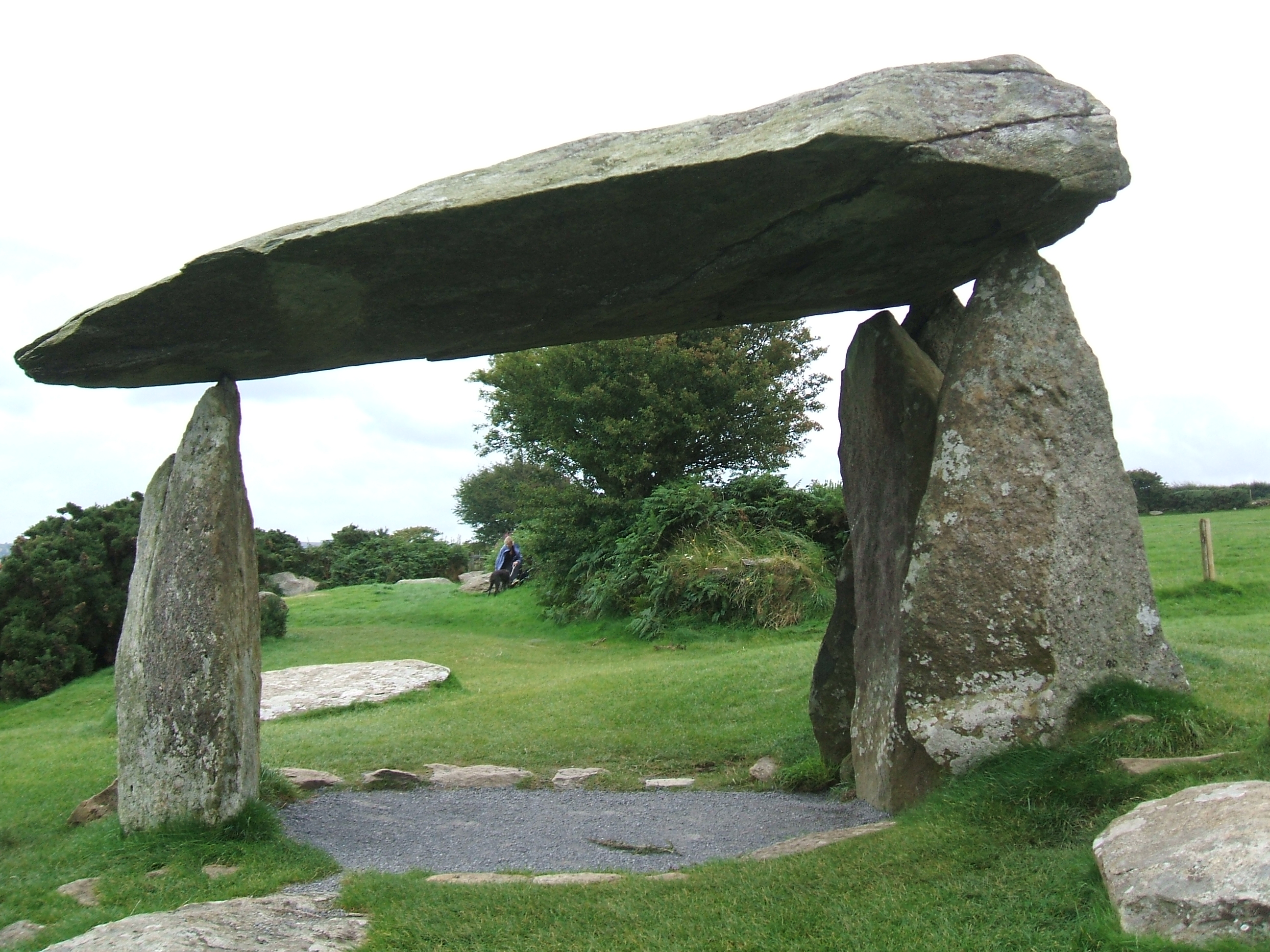
Dólmen de Pentre Ifan, em Nevern, Pembrokeshire, no País de Gales

### Era Romana

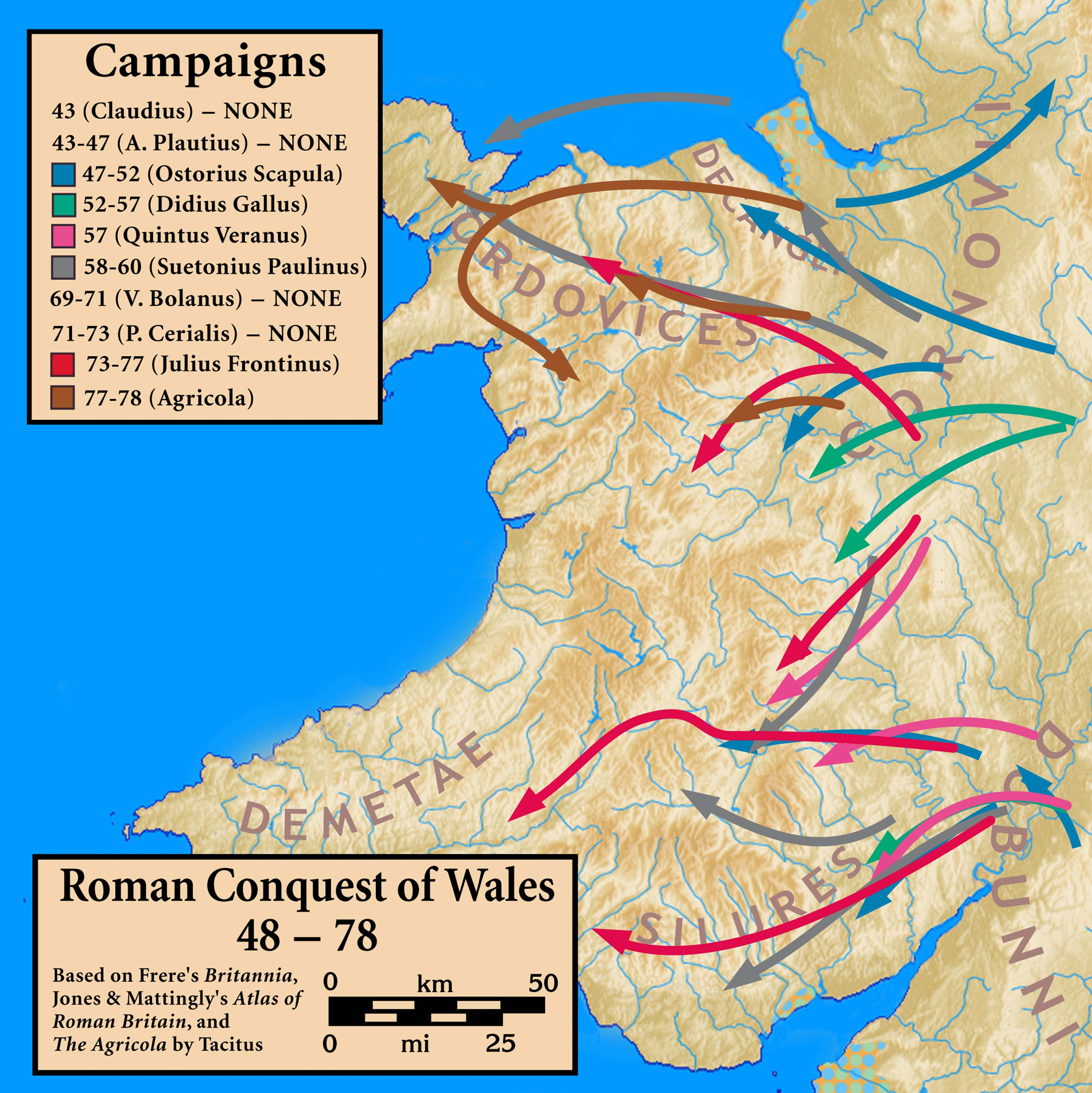
Mapa da invasão romana no País de Gales.

A conquista romana de Gales começou em 48 d.C. e levou 30 anos para ser concluída; a ocupação durou mais de 300 anos. As campanhas de conquista foram combatidas por duas tribos nativas: os Siluros e os Ordovicos. Carataco ou Caradog, líder dos Ordovicos, teve sucesso inicial em resistir às invasões romanas do norte do País de Gales, mas acabou sendo derrotado. O domínio romano no País de Gales foi uma ocupação militar, exceto pela região costeira sul do sul do País de Gales, onde há um legado de romanização. A única cidade no País de Gales fundada pelos romanos foi Caerwent, que fica no sudeste do País de Gales. Tanto Caerwent quanto Carmarthen (localizado também no sul do País de Gales), tornaram-se civitates romanos. O País de Gales tinha uma rica riqueza mineral. Os romanos usavam sua tecnologia de engenharia para extrair grandes quantidades de ouro, cobre e chumbo, bem como quantidades menores de zinco e prata. Não havia empreendimentos significativos no País de Gales neste período; tratava-se, em grande medida, de uma questão de circunstância, uma vez que o País de Gales não dispunha de nenhum dos materiais necessários em combinação adequada, e a paisagem florestal e montanhosa não era passível de empreendimentos. O latim tornou-se a língua oficial do País de Gales, embora o povo continuasse a falar em britônico. Enquanto a romanização estava longe de estar completa, as classes superiores passaram a se considerar romanas, particularmente após a decisão de 212 que concedeu a cidadania romana a todos os homens livres em todo o Império. Outra influência romana veio através da propagação do Cristianismo, que ganhou muitos seguidores quando os cristãos foram autorizados a adorar livremente; A perseguição estatal cessou no século IV, como resultado de Constantino I emitir um édito de tolerância em 313.
Os primeiros historiadores, incluindo o clérigo Gildas, do século VI, notaram 383 como um ponto significativo na história galesa. Naquele ano, o general romano Magno Máximo, ou Macsen Wledig, despojou a Grã-Bretanha de tropas para lançar uma tentativa bem-sucedida de poder imperial, continuando a governar a Grã-Bretanha da Gália como imperador e transferindo o poder para os líderes locais. As primeiras genealogias galesas citam Máximo como o fundador de várias dinastias reais, e como o pai da nação galesa. Ele é dado como o ancestral de um rei galês no Pilar de Eliseg, erguido quase 500 anos depois de deixar a Grã-Bretanha, e ele figura nas listas das Quinze Tribos de Gales.

### Era Pós-Romana
O período de 400 anos após o colapso do domínio romano é o mais difícil de interpretar na história do País de Gales. Após a partida romana em 410 d.C., grande parte

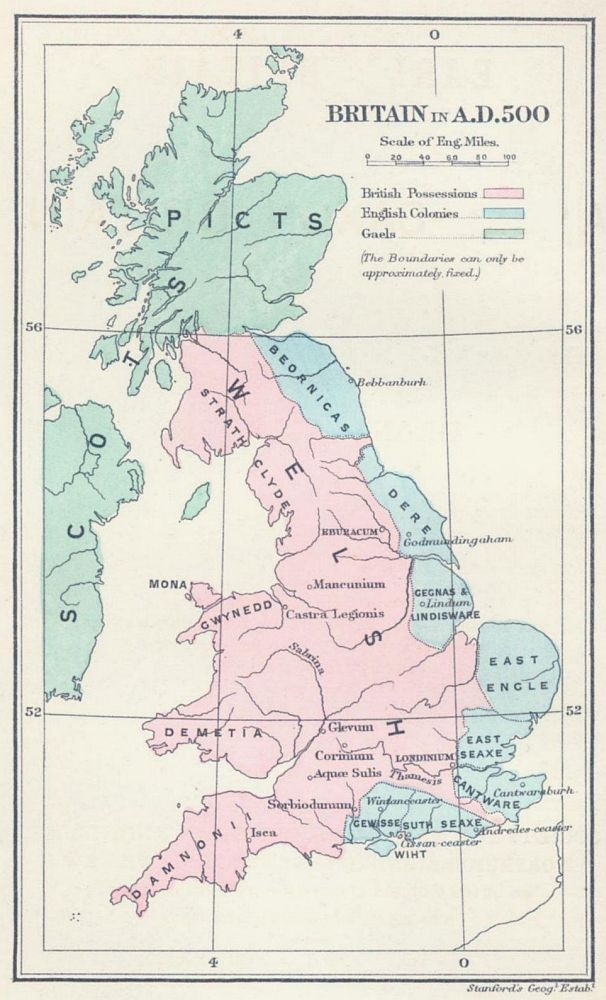
Grã-Bretanha em 500 d.C: As áreas sombreadas em rosa no mapa eram habitadas pelos bretões, aqui rotuladas como galesas. As áreas azuis pálidas no leste eram controladas por tribos germânicas, enquanto as áreas verdes pálidas ao norte eram habitadas pelos gaélicos e pictos.

das terras baixas da Grã-Bretanha a leste e sudeste foi invadida por vários povos germânicos, comumente conhecidos como anglo-saxões. Alguns teorizaram que o domínio cultural dos anglo-saxões era devido a condições sociais semelhantes ao apartheid, deixando os britânicos em desvantagem. Por volta de 500 d.C., a terra que se tornaria o País de Gales havia se dividido em vários reinos livres do domínio anglo-saxão. Os reinos de Venedócia, Powys, Dyfed, Caredigion, Morgannwg, Ystrad Tywi e Gwent emergiram como estados sucessores galeses independentes. Evidências arqueológicas, nos Países Baixos e no que viria a se tornar a Inglaterra, mostram que a migração anglo-saxã inicial para a Grã-Bretanha se reverteu entre 500 e 550, o que corrobora crônicas francas. John Davies observa isso como consistente com uma vitória dos bretões celtas em Monte Badon contra os saxões, que foi atribuída ao Rei Artur por Nênio.
Tendo perdido grande parte do que é hoje as Midlands Ocidentais para a Mércia no século VI e início do VII, um ressurgente Powys do final do século VII conteve os avanços da Mércia. Etelbaldo da Mércia, procurando defender terras recém-adquiridas, construiu o Dique de Wat. De acordo com Davies, isso tinha ocorrido com o acordo do rei Elisedd ap Gwylog de Powys, já que esta fronteira, que se estendia ao norte do vale do Rio Severn até o estuário de Dee, lhe deu Oswestry. Outra teoria, depois que a datação por carbono colocou a existência do dique 300 anos antes, é que ele foi construído pelos governantes pós-romanos de Wroxeter. O Rei Ofa da Mércia parece ter continuado esta iniciativa quando criou uma terraplanagem maior, agora conhecida como Dique de Ofa (Clawdd Offa). Davies escreveu sobre o estudo do arqueólogo Cyril Fox sobre o Dique de Ofa: "No planejamento dele, houve um grau de consulta com os reis de Powys e Gwent. Na Longa Montanha, perto de Trelystan, o dique se desvia para leste, deixando as encostas férteis nas mãos dos galeses; perto de Rhiwabon, foi projetado para garantir que Cadell ap Brochwel mantivesse a posse da Fortaleza de Penygadden". E, para Gwent, Ofa mandou construir o dique "na crista oriental do desfiladeiro, claramente com a intenção de reconhecer que o Rio Wye e seu tráfego pertenciam ao Reino de Gwent". No entanto, as interpretações de Fox sobre o comprimento e o propósito do Dique têm sido questionadas por pesquisas mais recentes.
Em 853, os vikings invadiram Anglesey, mas em 856, o rei Rhodri Mawr derrotou e matou seu líder, Gorm. Os bretões celtas de Gales fizeram as pazes com os vikings e Anarawd ap Rhodri aliou-se aos nórdicos que ocupavam a Nortúmbria para conquistar o norte. Esta aliança mais tarde se rompeu e Anarawd chegou a um acordo com Alfredo, rei de Wessex, com quem lutou contra o oeste galês. Segundo o livro Annales Cambriae, em 894, "Anarawd veio com os Anglos e destruiu Ceredigion e Ystrad Tywi".
As partes sul e leste da Grã-Bretanha perdidas para a colonização inglesa ficaram conhecidas em galês como Lloegyr (Lloegr, no galês moderno), que pode ter se referido ao reino da Mércia originalmente e que passou a se referir à Inglaterra como um todo. As tribos germânicas que agora dominavam essas terras eram invariavelmente chamadas de Saeson, que significa "saxões". Os anglo-saxões chamavam o romano-britânico de *Walha, que significa "estrangeiro romanizado" ou "estrangeiro". Os galeses continuaram a chamar-se Brythoniaid (Bretões ou Britânicos) até à Idade Média, embora a primeira evidência escrita do uso de Cymru e y Cymry seja encontrada num poema de louvor ao Rei Cadwallon ap Cadfan (Moliant Cadwallon, de Afan Ferddig) de cerca de 633. Em Armes Prydain (A Profecia da Bretanha, em galês), que se acredita ter sido escrito por volta de 930-942, as palavras Cymry e Cymro são usadas até 15 vezes. No entanto, a partir do assentamento anglo-saxão, o povo gradualmente começa a adotar o nome Cymry em vez de Brythoniad.
A partir de 800, uma série de casamentos dinásticos levou à herança de Rhodri Mawr (r. 844–877) de Gwynedd e Powys. Seus filhos fundaram as três dinastias (Aberffraw para Gwynedd, Dinefwr para Deheubarth e Mathrafal para Powys). O neto de Rhodri, Hywel Dda (r. 900–950), fundou Deheubarth a partir de suas heranças maternas e paternas de Dyfed e Seisyllwg em 930, expulsou a dinastia Aberffraw de Gwynedd e Powys e depois codificou a lei galesa na década de 940.

### Alta e tardia Idade Média
Gruffydd ap Llywelyn foi o único governante a unir todo o País de Gales sob seu governo, tornando-se Rei de Gales. Em 1055, Gruffydd ap Llywelyn matou seu rival Gruffydd ap Rhydderch em batalha e recapturou a região de Deheubarth. Originalmente Rei de Gwynedd, em 1057 ele era governante de Gales e havia anexado partes da Inglaterra ao redor da fronteira. Ele governou o País de Gales sem batalhas internas. Seus territórios foram novamente divididos nos reinos tradicionais. O historiador John Davies afirma que Gruffydd foi "o único rei galês a governar todo o território do País de Gales... Assim, de cerca de 1057 até sua morte em 1063, todo o País de Gales reconheceu a realeza de Gruffydd ap Llywelyn. Por cerca de sete breves anos, o País de Gales foi unificado, sob um governante, um feito sem precedentes que não se sucedeu". Owain Gwynedd (1100–1170) da linhagem de Aberffraw, foi o primeiro governante galês a usar o título princeps Wallensium (príncipe do País de Gales), um título de substância dada a sua vitória nas Montanhas Berwyn, de acordo com Davies. Durante este tempo, entre 1053 e 1063, o País de Gales não teve qualquer conflito interno e estava em paz.
Quatro anos após a Batalha de Hastings (1066), a Inglaterra havia sido completamente subjugada pelos normandos. Guilherme I de Inglaterra estabeleceu uma série de senhorios, alocados aos seus guerreiros mais poderosos, ao longo da fronteira galesa, com os seus limites fixados apenas a leste (onde se encontraram com outras propriedades feudais dentro da Inglaterra). A partir da década de 1070, esses senhores começaram a conquistar terras no sul e leste do País de Gales, a oeste do rio Wye. A região fronteiriça, e quaisquer senhorios ingleses no País de Gales, ficaram conhecidos como Marchia Wallie (as Marcas Galesas), nas quais os senhores-das-marcas não estavam sujeitos nem à lei inglesa nem à lei galesa. A extensão da Marca variou à medida que as fortunas dos senhores-das-marcas e dos príncipes galeses diminuíam e fluíam.
O neto de Owain Gwynedd, Llywelyn Fawr, o Grande (1173-1240), ganhou a fidelidade de outros senhores galeses em 1216 no concílio de Aberdyfi, tornando-se efetivamente o primeiro príncipe de Gales. Seu neto, Llywelyn ap Gruffudd, garantiu o reconhecimento do título de Príncipe de Gales de Henrique III com o Tratado de Montgomery em 1267. Disputas subsequentes, incluindo a prisão da esposa de Llywelyn, Eleanor, culminaram na primeira invasão pelo rei Eduardo I da Inglaterra. Como resultado da derrota militar, o Tratado de Aberconwy exigiu a fidelidade de Llywelyn à Inglaterra em 1277. A paz durou pouco e, com a conquista eduardiana de 1282, o governo dos príncipes galeses terminou permanentemente. Com a morte de Llywelyn e a execução de seu irmão, o príncipe Dafydd, os poucos senhores galeses restantes prestaram homenagem a Eduardo I. O Estatuto de Rhuddlan em 1284 forneceu a base constitucional para um governo pós-conquista do Principado de Gales do Norte de 1284 até 1535-1536, definindo o País de Gales como "anexado e unido" à Coroa Inglesa, separado da Inglaterra, mas sob o mesmo monarca. O rei governou diretamente em duas áreas: o Estatuto dividiu o norte e delegou funções administrativas à Justiça de Chester e ao Justiciar do Norte de Gales, e mais ao sul, no oeste do País de Gales, a autoridade do rei foi delegada ao Justiciar de Gales do Sul. Os senhorios reais existentes, de Montgomery e Builth, permaneceram inalterados. Para manter seu domínio, Eduardo construiu uma série de castelos: Beaumaris, Caernarfon, Harlech e Conwy. Seu filho, o futuro Eduardo II, nasceu em Caernarfon em 1284. Ele se tornou o primeiro príncipe inglês de Gales em 1301, que na época fornecia uma renda do noroeste de Gales conhecido como o Principado de Gales.
Após a fracassada revolta em 1294-1295 de Madog ap Llywelyn – que se intitulou Príncipe de Gales no Documento Penmachno – e o surgimento de Llywelyn Bren (1316), a última revolta foi liderada por Owain Glyndŵr, contra Henrique IV da Inglaterra. Em 1404, Owain foi coroado príncipe de Gales na presença de emissários da França, Espanha (Castela) e Escócia. Glyndŵr passou a realizar assembleias parlamentares em várias cidades galesas, incluindo um no parlamento galês (em galês: senedd) em Machynlleth. A rebelião acabou sendo derrotada em 1412. Tendo falhado, Owain se escondeu e nada se sabia dele depois de 1413.
Henrique Tudor (nascido no País de Gales em 1457) tomou o trono da Inglaterra de Ricardo III em 1485, unindo a Inglaterra e o País de Gales sob uma casa real. Os últimos resquícios da lei galesa de tradição celta foram abolidos e substituídos pela lei inglesa através dos Atos das Leis de Gales de 1535 e 1542 durante o reinado do filho de Henrique VII, Henrique VIII. Na jurisdição legal da Inglaterra e do País de Gales, o País de Gales tornou-se unificado com o reino da Inglaterra; o "Principado de Gales" começou a se referir a todo o país, embora permanecesse um "principado" apenas em um sentido cerimonial. Os senhorios-das-marcas foram abolidos, e Gales começou a eleger membros para o parlamento de Westminster.

### Início do período moderno
Em 1536, o País de Gales tinha cerca de 278.000 habitantes, que aumentaram para cerca de 360.000 em 1620. Isso se deveu principalmente ao assentamento rural, onde a criação de animais era central para a economia galesa. O aumento do comércio e o aumento da estabilidade económica ocorreram devido ao aumento da diversidade da economia galesa. O crescimento populacional, no entanto, superou o crescimento econômico e o padrão de vida caiu.
Antes da Revolução Industrial no País de Gales, havia indústrias de pequena escala espalhadas por todo o País de Gales. Estes variavam desde os ligados à agricultura, como a moagem e o fabrico de têxteis de lã, até à extracção e pedreiras. A agricultura continuou a ser a fonte dominante de riqueza. O período industrial emergente viu o desenvolvimento da fundição de cobre na área de Swansea. Com acesso a depósitos de carvão locais e um porto que o conectava com as minas de cobre da Cornualha, no sul, e os grandes depósitos de cobre na Montanha Parys, em Anglesey, Swansea se tornou o principal centro mundial de fundição de metais não ferrosos no século XIX. A segunda indústria metalúrgica a se expandir no País de Gales foi a fundição de ferro, e a fabricação de ferro tornou-se predominante tanto no norte quanto no sul do país. No norte, a Ferraria de John Wilkinson em Bersham era um grande centro, enquanto no sul, em Merthyr Tydfil, as ferragens de Dowlais, Cyfarthfa, Plymouth e Penydarren tornaram-se o centro mais significativo de fabricação de ferro no País de Gales. Na década de 1820, o sul do País de Gales produzia 40% de todo o ferro-gusa da Grã-Bretanha.
No século XVIII, advogados, médicos, agentes imobiliários e funcionários do governo formaram uma burguesia com casas consideráveis. No final do século XVIII, a extração de ardósia começou a se expandir rapidamente, mais notavelmente no norte do País de Gales. A Pedreira Penrhyn, inaugurada em 1770 por Richard Pennant, empregava 15.000 homens no final do século XIX, e junto com a Pedreira Dinorwic, dominava o comércio galês de ardósia. Embora a extração de ardósia tenha sido descrita como "a mais galesa das indústrias galesas", é a mineração de carvão que se tornou a indústria sinônimo de País de Gales e seu povo. Inicialmente, as costuras de carvão foram exploradas para fornecer energia para as indústrias metalúrgicas locais, mas, com a abertura dos sistemas de canais e, mais tarde, das ferrovias, a mineração de carvão galesa viu uma explosão na demanda. À medida que o campo de carvão do Sul do País de Gales foi explorado, Cardiff, Swansea, Penarth e Barry cresceram como exportadores mundiais de carvão. Em seu auge, em 1913, o País de Gales produzia quase 61 milhões de toneladas de carvão.

### Período Moderno
O historiador Kenneth Morgan descreveu o País de Gales às vésperas da Primeira Guerra Mundial como uma "nação relativamente plácida, autoconfiante e bem-sucedida”. A produção dos campos de carvão continuou a aumentar, com o Vale do Rhondda registrando um pico de 9,6 milhões de toneladas de carvão extraído em 1913. A Primeira Guerra Mundial (1914–1918) viu um total de 272.924 galeses sob armas, representando 21,5 por cento da população masculina. Destes, cerca de 35 mil foram mortos, com perdas particularmente pesadas das forças galesas em Mametz Wood no Somme e na Batalha de Passchendaele. Ao primeiro quartel do século XX também viu uma mudança no cenário político do País de Gales. Desde 1865, o Partido Liberal detinha uma maioria parlamentar no País de Gales e, após as eleições gerais de 1906, apenas um membro não-liberal do Parlamento, Keir Hardie de Merthyr Tydfil, representou um círculo eleitoral galês em Westminster. No entanto, em 1906, a dissensão industrial e a militância política começaram a minar o consenso liberal nos campos de carvão do sul. Em 1916, David Lloyd George tornou-se o primeiro galês a se tornar primeiro-ministro da Grã-Bretanha. Em dezembro de 1918, Lloyd George foi reeleito à frente de um governo de coalizão dominado pelos conservadores, e sua má gestão da greve dos mineiros de carvão de 1919 foi um fator-chave para destruir o apoio ao Partido Liberal no sul do País de Gales. Os trabalhadores industriais do País de Gales começaram a mudar para o Partido Trabalhista. Quando, em 1908, a Federação dos Mineiros da Grã-Bretanha se filiou ao Partido Trabalhista, os quatro candidatos trabalhistas patrocinados por mineiros foram todos eleitos deputados. Em 1922, metade dos assentos galeses em Westminster eram ocupados por políticos trabalhistas — o início de um domínio trabalhista da política galesa que continuou no século XXI.
Após o crescimento econômico nas duas primeiras décadas do século XX, as indústrias básicas do País de Gales sofreram uma queda prolongada do início da década de 1920 até o final da década de 1930, levando ao desemprego e à pobreza generalizados. Pela primeira vez em séculos, a população do País de Gales entrou em declínio; o desemprego só diminuiu com as demandas de produção da Segunda Guerra Mundial. A guerra viu militares galeses lutarem em todos os principais teatros, com cerca de 15.000 deles mortos. Os bombardeios trouxeram altas perdas de vidas enquanto a Força Aérea Alemã atacava as docas em Swansea, Cardiff e Pembroke. Depois de 1943, 10% dos recrutas galeses com 18 anos foram enviados para trabalhar nas minas de carvão, onde havia escassez de mão de obra; eles ficaram conhecidos como Bevin Boys. Os números pacifistas durante as duas Guerras Mundiais foram bastante baixos, especialmente na Segunda Guerra Mundial, que foi vista como uma luta contra o fascismo.
O Plaid Cymru foi formado em 1925, buscando maior autonomia ou independência do resto do Reino Unido. O termo "Inglaterra e País de Gales” tornou-se comum para descrever a área à qual a lei inglesa se aplicava, e em 1955 Cardiff foi proclamada como a capital do País de Gales. Cymdeithas yr Iaith Gymraeg (A Sociedade da Língua Galesa) foi formada em 1962, em resposta aos temores de que a língua pudesse desaparecer em breve. O sentimento nacionalista cresceu após a inundação do vale de Tryweryn em 1965 para criar um reservatório para fornecer água para a cidade inglesa de Liverpool. Embora 35 dos 36 deputados galeses tenham votado contra o projeto (um se absteve), o Parlamento aprovou o projeto e a vila de Capel Celyn ficou submersa, destacando a impotência do País de Gales em seus próprios assuntos diante da superioridade numérica dos deputados ingleses no Parlamento. Grupos separatistas, como o Exército Livre do País de Gales e Mudiad Amddiffyn Cymru foram formados, conduzindo campanhas a partir de 1963. Antes da investidura de Charles em 1969, esses grupos foram responsáveis por uma série de ataques a bomba em infraestruturas. Em uma eleição suplementar em 1966, Gwynfor Evans ganhou o assento parlamentar de Carmarthen, o primeiro assento parlamentar de Plaid Cymru.
"Cofiwch Dryweryn” mural após reconstrução em outubro de 2020, protestando contra a inundação de Tryweryn para fornecer água à Inglaterra
No final da década de 1960, a política de trazer empresas para áreas desfavorecidas do País de Gales por meio de incentivos financeiros provou ser muito bem-sucedida na diversificação da economia industrial. Esta política, iniciada em 1934, foi reforçada pela construção de propriedades industriais e melhorias nas comunicações de transporte, mais notavelmente a autoestrada M4 que liga o sul do País de Gales directamente a Londres. Acreditava-se que as bases para um crescimento econômico estável haviam sido firmemente estabelecidas no País de Gales durante esse período, mas isso se mostrou otimista depois que a recessão do início da década de 1980 viu o colapso de grande parte da base fabril que havia sido construída nos quarenta anos anteriores.

### Devolução
O Welsh Language Act de 1967 revogou uma seção do Wales and Berwick Act e, portanto, "Gales" não fazia mais parte da definição legal da Inglaterra. Isso essencialmente definiu o País de Gales como uma entidade separada legalmente (mas dentro do Reino Unido), pela primeira vez desde antes das Leis de Gales Atos 1535 e 1542, que definiram o País de Gales como parte do Reino da Inglaterra. O Welsh Language Act de 1967 também expandiu as áreas onde o uso do galês era permitido, inclusive em algumas situações legais. Na época foi usada frase em galês "Cofia 1.282"  (Lembre-se de 1282): um protesto contra a investidura do então príncipe Charles como "Príncipe de Gales".
Em um referendo em 1979, o País de Gales votou contra a criação de uma assembleia galesa com uma maioria de 80%. Em 1997, um segundo referendo sobre a mesma questão garantiu uma maioria muito estreita (50,3 por cento). A Assembleia Nacional do País de Gales (Cynulliad Cenedlaethol Cymru) foi criada em 1999 (ao abrigo da Lei do Governo do País de Gales de 1998) com o poder de determinar a forma como o orçamento do governo central do País de Gales é gasto e administrado, embora o Parlamento do Reino Unido se tenha reservado o direito de estabelecer limites aos seus poderes. Os governos do Reino Unido e do País de Gales definem quase invariavelmente o País de Gales como um país. O Governo galês diz: "O País de Gales não é um Principado. Embora estejamos unidos à Inglaterra por terra, e sejamos parte da Grã-Bretanha, o País de Gales é um país por direito próprio."
O Ato do Governo do País de Gales de 2006 (c 32) é um Ato do Parlamento do Reino Unido que reformou a Assembleia Nacional do País de Gales e permite que mais poderes lhe sejam concedidos mais facilmente. A lei cria um sistema de governo com um executivo separado e responsável perante o legislativo. Após um referendo bem-sucedido em 2011 sobre a extensão dos poderes legislativos da Assembleia Nacional, ela agora é capaz de fazer leis, conhecidas como Atos da Assembleia, sobre todos os assuntos em áreas temáticas descentralizadas, sem precisar do acordo do Parlamento do Reino Unido.
No referendo de 2016, o País de Gales votou a favor da saída da União Europeia, embora as diferenças demográficas se tornassem evidentes. De acordo com Danny Dorling, professor de geografia da Universidade de Oxford, "se você olhar para as áreas mais genuinamente galesas, especialmente as de língua galesa, elas não queriam deixar a UE".
Após o Senedd and Elections (Wales) Act de 2020, a Assembleia Nacional foi renomeada Senedd Cymru (em galês) e "Welsh Parliament" (em inglês), o que foi visto como um melhor reflexo dos poderes legislativos expandidos do órgão. Comício pela Independência do País de Gales, Cardiff 2019. Em 2016, foi lançado o YesCymru. Uma campanha político-não partidária para um País de Gales independente que realizou seu primeiro comício em Cardiff em 2019. Uma pesquisa de opinião em março de 2021 mostrou um recorde de 39% de apoio à independência galesa ao excluir não sabe.

### Língua galesa
A língua galesa (em galês: Cymraeg) é uma língua indo-europeia da família celta; As línguas mais estreitamente relacionadas são o córnico e o bretão. A maioria dos linguistas acredita que as línguas celtas chegaram à Grã-Bretanha por volta de 600 a.C.. As línguas britônicas deixaram de ser faladas na Inglaterra e foram substituídas pela língua inglesa, que chegou ao País de Gales por volta do final do século VIII devido à derrota do Reino de Powys.
As traduções da Bíblia para o galês e a Reforma Protestante, que incentivaram o uso do vernáculo em serviços religiosos, ajudaram a língua a sobreviver depois que as elites galesas a abandonaram em favor do inglês nos séculos XV e XVI.
Sucessivas leis sobre a língua galesa, em 1942, 1967 e 1993, melhoraram o estatuto jurídico do galês. A Medida da Língua Galesa (País de Gales) de 2011 modernizou a Lei da Língua Galesa de 1993 e conferiu ao galês um estatuto oficial no País de Gales pela primeira vez, um marco importante para a língua. A medida também criou o cargo de Comissário da Língua Galesa, substituindo o Conselho da Língua Galesa. Após o referendo em 2011, a Lei das Línguas Oficiais tornou-se a primeira lei galesa a ser criada em 600 anos, de acordo com o primeiro-ministro da época, Carwyn Jones. Esta lei foi aprovada apenas pelos membros da Assembleia Galesa (AMs) e tornou o galês uma língua oficial da Assembleia Nacional.
A partir da década de 1960, muitos sinais de trânsito foram substituídos por versões bilíngues. Vários organismos dos sectores público e privado adoptaram o bilinguismo em diferentes graus e (desde 2011) o galês é a única língua oficial (de jure) em qualquer parte da Grã-Bretanha.

## Geografia

Mapa do País de Gales demarcando o ponto mais alto do país, os parques nacionais e os rios principais

O País de Gales está localizado no Reino Unido, fazendo fronteira com a Inglaterra, ao leste, e tendo a Baía de Liverpool ao norte, o Mar da Irlanda à oeste e o Canal de Bristol ao sul. Tem uma área de 20.779 quilômetros quadrados. A ilha de Anglesey está localizada ao noroeste, e é conectada ao resto do país por pontes rodoviárias e ferroviárias. O país se estende de norte a sul por 210 quilômetros, e a extensão leste a oeste varia, chegando à 145 quilômetros no norte, 65 quilômetros no centro e 160 quilômetros no sul.
Glaciares durante o período do Pleistosceno definiram grande parte do relevo atual, dividindo o país em montanhas, platôs, e colinas. Os montes Cambrianos são a principal área de altitude do país, cortando-o de norte a sul. Existem 5 picos com mais de mil metros de elevação, sendo o mais alto deles o Snowdon, localizado no Parque Nacional Snowdonia, com uma elevação de 1 085 metros. Os outros 4 são o Crib y Ddysgl, à 1 065 metros, Carnedd Llewelyn à 1 064, Carnedd Dafydd à 1 044 e Glyder Fawr à 1 000,8 metros de altitude.
A bacia hidrográfica corre aproximadamente de norte a sul, ao longo dos montes Cambrianos. Os principais rios originam dessa região, de onde fluem em direção ao oeste, próximo ao mar, ou à leste, adentrando as planícies ao longo da fronteira inglesa. Os rios Severn e Wye se originam no centro e leste do país, de onde fluem ao Canal de Bristol. O principal rio da região norte é o Dee, que deságua na Baía de Liverpool. Outros rios de menor importância incluem o Clwyd e o Conwy, no nordeste, o Tywi no sul e o Rheidol no oeste. Os lagos naturais são pequenos e quase inteiramente de origem glacial.

### Clima

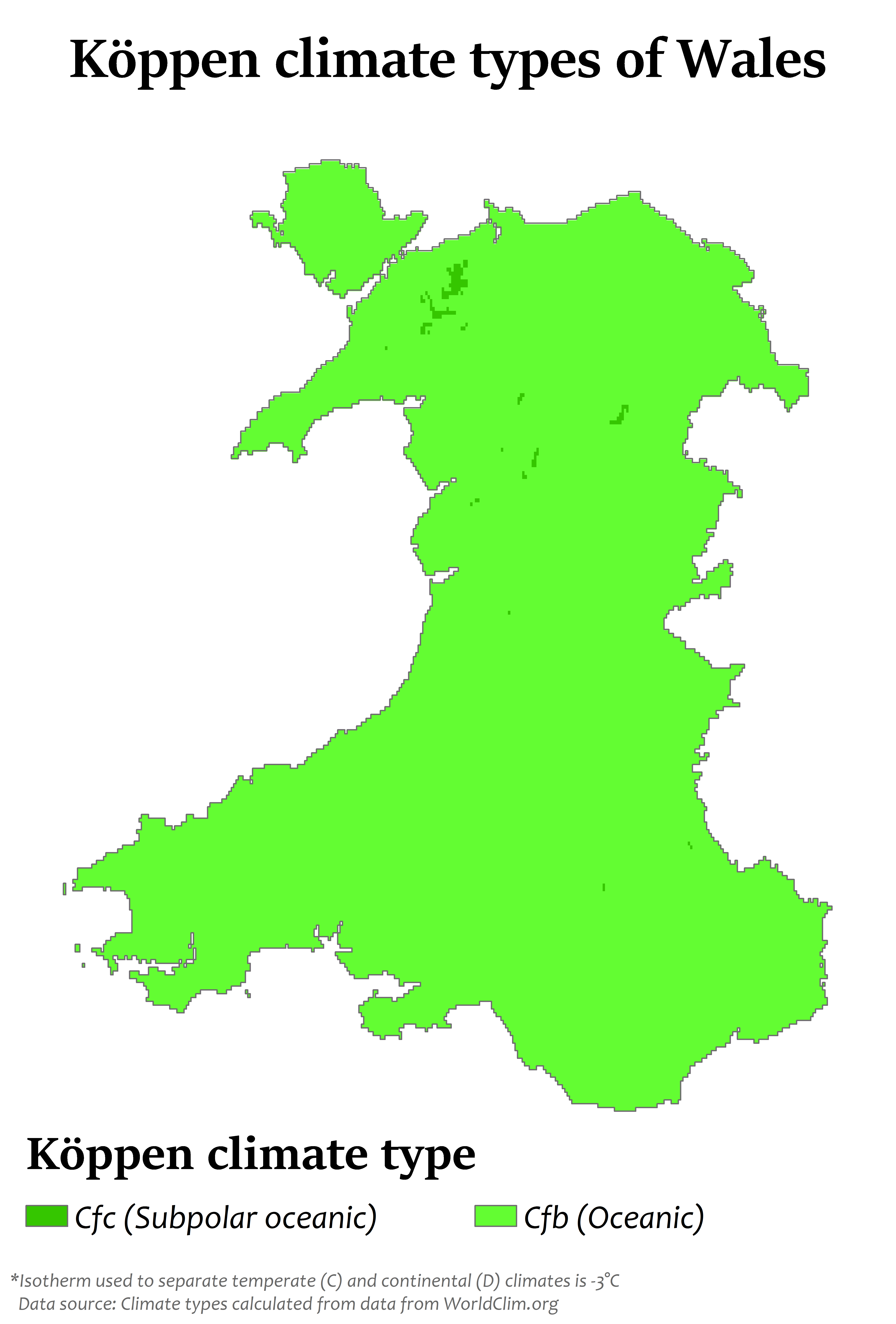
Tipos de clima no País de Gales

O país tem um clima marítimo, caracterizado por tempo nublado, chuvoso e com vento, porém que é moderado. O formato da costa e as áreas elevadas no centro induzem diferenças localizadas no clima. Enquanto as áreas mais elevadas possuem tempo mais severo, a região costeira possui tempo mais calmo. A temperatura média anual nas baixas altitudes varia entre 9,5 °C e 11 °C, decrescendo por aproximadamente 0,5 °C à cada 100 metros de elevação. No inverno, a temperatura é fortemente influenciada pelo mar. O mês mais frio próximo à costa é fevereiro, porém no interior são janeiro e fevereiro. A menor temperatura já registrada no país ocorreu em 21 de janeiro de 1940, em Rhyader, sendo de -23,3°C. A maior temperatura já registrada foi de 35,2 °C, na ponte de Hawarden, em Flintshire.
A chuva é influenciada pelo Oceano Atlântico. A quantidade de chuva varia, com a maior média anual sendo registrada nas áreas mais elevadas. Snowdonia recebe mais de 3 000 mm de chuva anualmente, a região mais chuvosa do país, enquanto alguns locais recebem menos de 1 000 mm, principalmente próximo à fronteira com a Inglaterra. O período entre outubro e janeiro é o mais chuvoso no país. A ocorrência de neve está relacionada intimamente com a temperatura, raramente ocorrendo caso a temperatura esteja acima de 4 °C. Os dias nevados anualmente variam entre 10 na regiões costeiras do sul e sudoeste até 30 em Snowdonia.

## Demografia
Entre 1810 e 1851, a população de Gales duplicou, passando de 587 000 para 1 163 000, chegando a 2 421 000 em 1911. Parte deste crescimento se explica pela transição demográfica vista na maioria dos países pós Revolução Industrial, enquanto a taxa de mortalidade infantil caia e o número de nascimentos permanecia o mesmo. Mas também ocorreu um acentuado crescimento da imigração para o País de gales, especialmente de ingleses, mas também irlandeses e outros grupos étnicos, incluindo italianos, que normalmente migravam para o sul do país. Gales também recebeu muitos imigrantes de outras nações da Commonwealth britânica durante o século XX, com afro-caribenhos e asiáticos.
O censo oficial de 2011 colocou a população do País de Gales em 3 063 456 pessoas, a maior marca na história da nação. Em 2011, 27% (837 000) da população de Gales não havia nascido no país, incluindo 636 000 pessoas (21% da população) que nasceram na Inglaterra. A maior parte da população vive em Gales do Sul, em cidades como Cardiff, Swansea e Newport e nos vales, nas regiões de Wrexham e Flintshire, sempre próximos a fronteira inglesa.
Em 2001, cerca de 96% da população era branca e 2,1% era de não brancos (a maioria asiáticos). A maioria dos não brancos vivem nas grandes cidades, como Cardiff, Newport e Swansea. A maioria dos imigrantes vindos de fora da Europa começaram a vir depois da Segunda Guerra Mundial. No século XXI, houve um aumento na imigração de pessoas vindas de países da União Europeia, principalmente a Polônia; mesmo assim, a imigração para o País de Gales ainda é bem baixa, se comparado, por exemplo, a Inglaterra. Segundo o censo de 2011, Gales é a nação mais menos diversificada, etnicamente falando, do Reino Unido: 93,2% se consideram brancos (galeses nativos, além de ingleses, escoceses e norte-irlandeses), 2,4% são "outros brancos" (irlandeses do sul, por exemplo), 2,2% são asiáticos, 1% são miscigenados e 0,6% são negros (africanos e caribenhos). A cidade com a menor proporção de brancos é a capital Cardiff (80,3%).

## Política

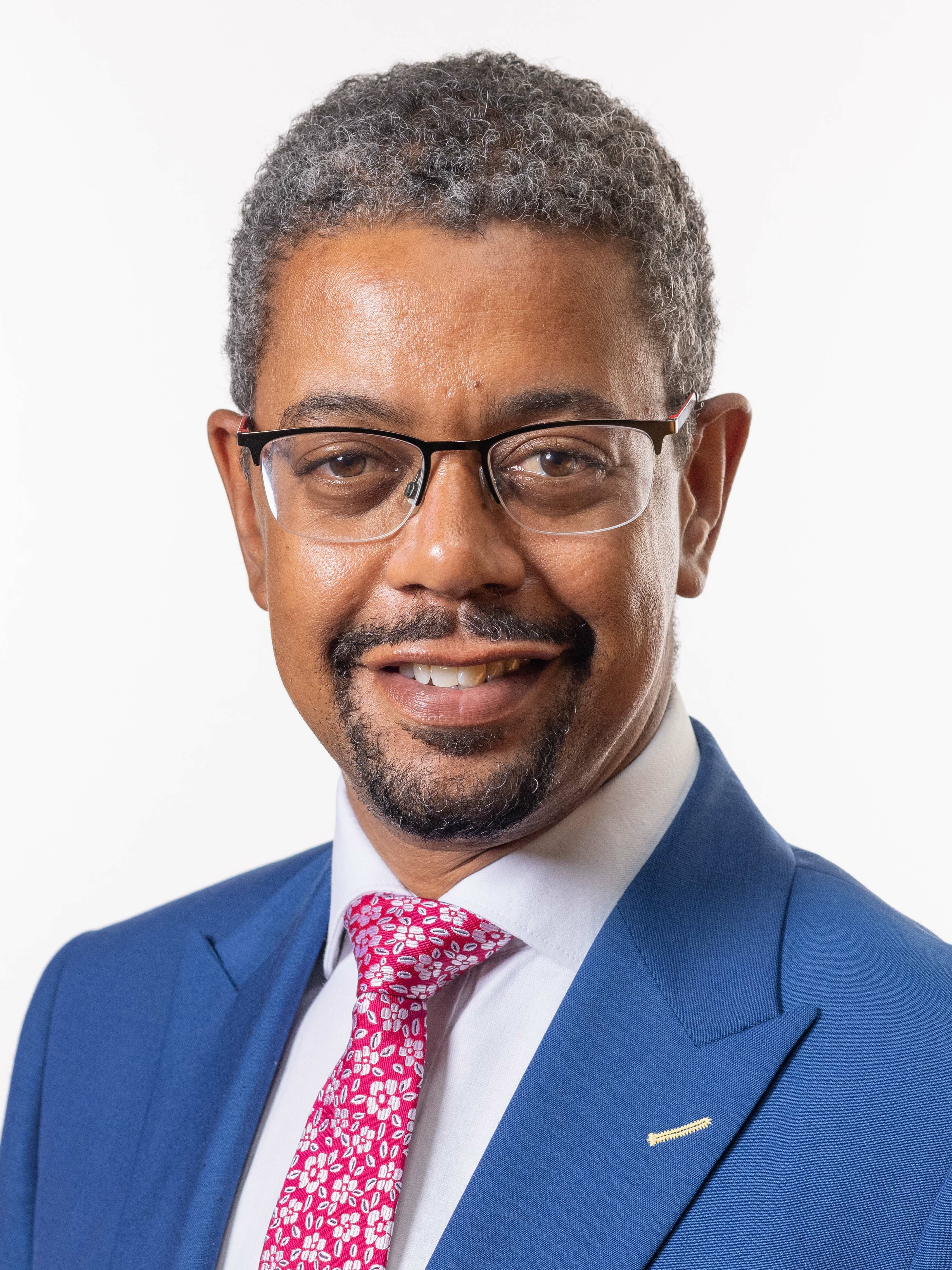
Vaughan Gething, primeiro-ministro do País de Gales.

Gales foi considerado principado desde o século XIII, e hoje é um dos quatro países constituintes do Reino Unido. O Decreto de União de 1536 dividiu o País de Gales em treze condados: Anglesey, Brecon, Caernarfon, Cardigan, Carmarthen, Denbigh, Flint, Glamorgan, Merioneth, Monmouth, Montgomery, Pembrokeshire e Radnor, e aplicou a lei inglesa tanto à Inglaterra como a Gales, fazendo do inglês a língua a ser usada para fins oficiais. Porém, com o estabelecimento do Governo de Gales, a escola legal está passando a ser o Direito Galês Moderno de facto.

## Subdivisões
| Subdivisões do País de Gales |
| 1. Merthyr Tydfil (Merthyr Tudful) 2. Caerphilly (Caerffili) 3. Blaenau Gwent 4. Torfaen 5. Monmouthshire (Sir Fynwy) 6. Newport (Casnewydd) 7. Cardiff (Caerdydd) 8. Vale of Glamorgan (Bro Morgannwg) 9. Bridgend (Pen-y-bont ar Ogwr) 10. Rhondda Cynon Taf 11. Neath Port Talbot (Castell-nedd Port Talbot) 12. Swansea (Abertawe) 13. Carmarthenshire (Sir Gaerfyrddin) 14. Ceredigion 15. Powys 16. Wrexham (Wrecsam) 17. Flintshire (Sir y Fflint) 18. Denbighshire (Sir Ddinbych) 19. Conwy 20. Gwynedd 21. Anglesey (Ynys Môn) 22. Pembrokeshire (Sir Benfro) |

## Economia
Partes do País de Gales foram fortemente industrializadas a partir do século XVIII. Procedeu-se à mineração de carvão, cobre, ferro, chumbo e ouro e exploraram-se pedreiras de ardósia. As siderurgias e as minas de carvão atraíram grande número de imigrantes durante o século XIX, especialmente para os vales a norte de Cardiff, que hoje é a capital do país. Nas últimas décadas os setores de siderurgia e mineração vêm sofrendo forte recessão, com a exaustão das reservas minerais e com a concorrência estrangeira em setores como o aço. O processo de modernização da economia da região contribuiu para diversificação econômica. Nos últimos anos o serviço vem sendo o principal setor da economia galesa, sendo o turismo um setor cada vez mais importante para geração de empregos e renda na região.

## Cultura
O santo padroeiro do País de Gales é São David, ou "Dewi Sant", em galês. Os emblemas nacionais do País de Gales são o alho-porro (ou alho-francês) e o narciso. Note-se que o nome destas duas plantas é semelhante em galês: o alho porro diz-se cennin enquanto que os narcisos se chamam cennin Pedr, ou seja, "alhos-porros de São Pedro" - de forma que se especula que originalmente era utilizado apenas um dos emblemas, adaptando-se a o outro devido a uma má interpretação (a ser verdade, desconhece-se qual dos emblemas é anterior ao outro).[carece de fontes?]
Existe alguma polêmica, de cariz nacionalista, quanto ao dia de São David, a 1 de Março, que, para alguns deveria ser feriado público no País de Gales. No mesmo sentido, outros propõem, também para feriado público 16 de Setembro (dia em que começou a rebelião de Owain Glyn Dwr).[carece de fontes?]
As festas tradicionais do País de Gales são, no entanto, a Calan Gaeaf (Hallowe'en), Calan Mai, e a celebração do solstício de Verão. Cada paróquia celebra, adicionalmente, o Gwyl Mabsant em honra do seu santo.[carece de fontes?]

### Turismo
Principais pontos turísticos:[carece de fontes?]
- Castelo de Caerphilly
- Castelo de Dolwyddelan
- Torre do Relógio de Cardiff
- Three Cliffs Bay
- Catedral de St. David
- Hall of the Mountain Kings
- Igreja de St. Giles
- Biblioteca Nacional do País de Gales
- Catedral de Llandaf

### Símbolos nacionais[carecede fontes?]

Bandeira de São David
O dragão vermelho, bandeira oficial do País de Gales
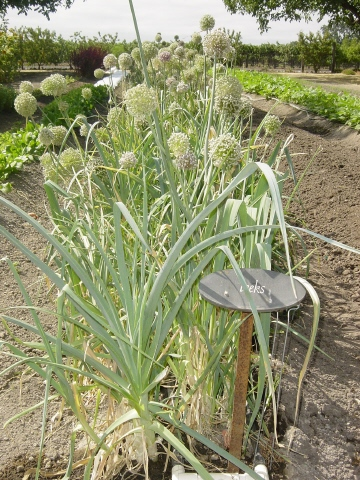
O alho-porro, um símbolo nacional do País de Gales
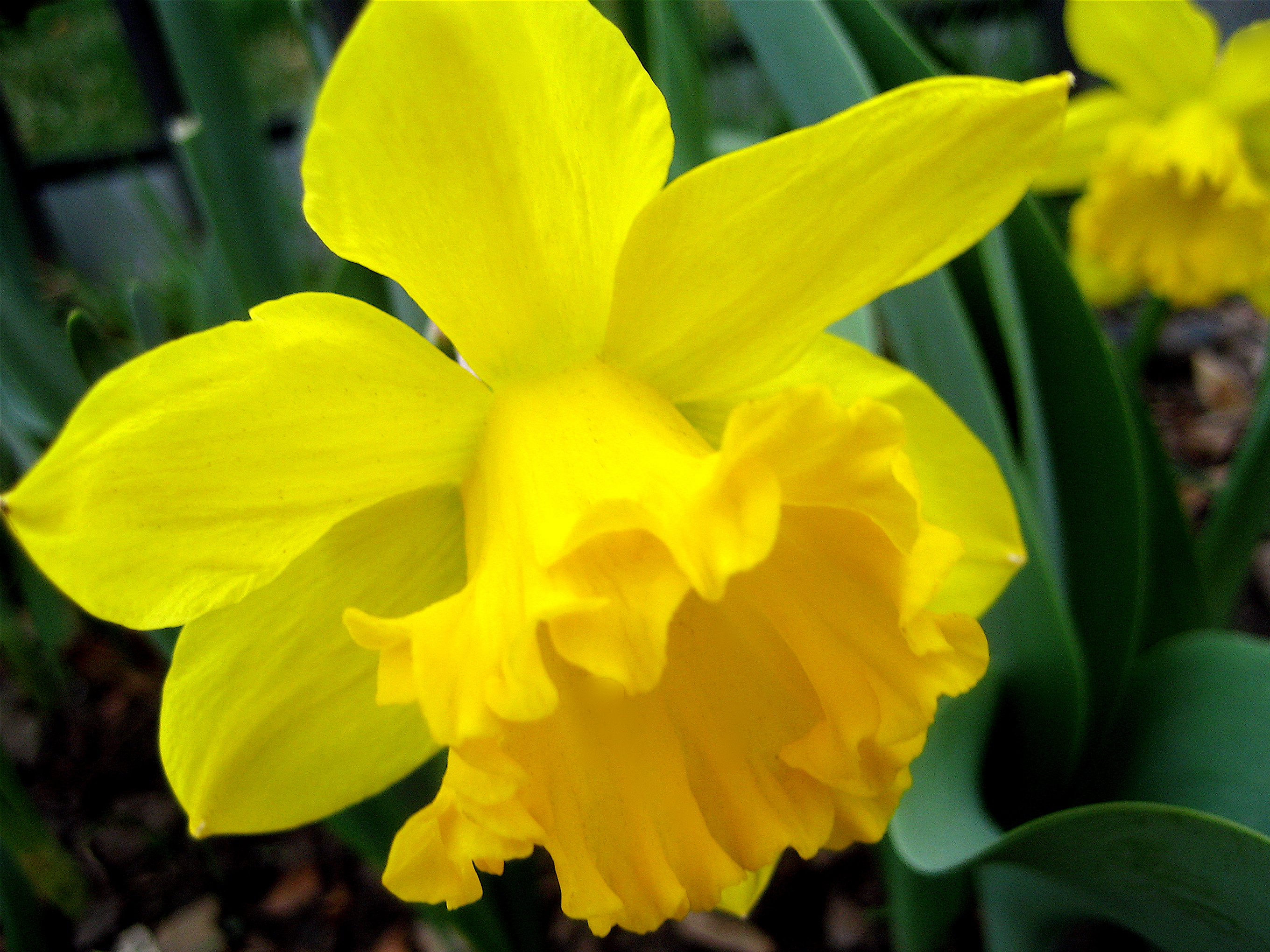
Narcissus, a flor nacional do País de Gales